# Lissonota rugosa
Lissonota rugosa är en stekelart som beskrevs av Dali Chandra 1976. Lissonota rugosa ingår i släktet Lissonota och familjen brokparasitsteklar. Inga underarter finns listade i Catalogue of Life.